# The Real McKenzies
Real McKenzies so glasbena skupina iz Vancouvra (Kanada), ki preigrava »keltski« punk.

## Zgodovina
Skupina je nastala leta 1992 v Vancouvru, ko je ustanovitelj skupine Paul McKenzie pod vplivom poslušanja plošče Andyja Stewarta in hkratnih zvokov Sex Pistolsov iz sosednje sobe, prišel na idejo o lastni glasbeni skupini, ki bi vsebovala elemente tradicionalne škotske kulture s katero je kot otrok škotskih prednikov rastel, ter punka. Pred tem je deloval v skupini TT Racer, ki pa je malce pred tem razpadla.   
Glasba skupine je precej podobna glasbi, ki jo igrata ameriški zasedbi Dropkick Murphys ter Flatfoot 56. V njej imajo glavno mesto tradicionalne škotske dude, ki jih dopolnjujejo klasični punkovski instrumenti. Seveda skupina nastopa v tradicionalnih škotskih kiltih, ki jih kombinirajo z visokimi škornji in punkovskimi frizurami.
V njihovih besedilih je velik poudarek na pripadnosti Škotski ter, kot pri vseh punk skupinah, alkoholu. Skupina danes (2007) še vedno deluje in prireja koncerte, ki se jih udeležuje veliko njihovih privržencev.

## Zasedba (2006)
- Paul McKenzie — vokal
- Dirty Kurt Robertson — kitara, vokal
- Matthew MacNasty — dude (pravo ime Matthew James Hawley)
- »Little« Joe Raposo — bas kitara
- Sean Sellers (Good Riddance) — bobni
- Mark »Bone« Boland — kitara, vokal

## Diskografija
- Real McKenzies, 1995
- Clash of the Tartans, 2000
- Loch'd and Loaded, 2001
- Oot & Aboot, 2003
- 10,000 Shots, 2005